# Охотник на лис
«Охотник на лис» (англ. Foxcatcher) — американский драматический фильм, основанный на реальных событиях, снятый Беннеттом Миллером. Премьера фильма состоялась на Каннском кинофестивале 19 мая 2014 года, где Миллер получил приз за лучшую режиссуру. Выход в широкий прокат состоялся 14 ноября 2014 года. В России фильм вышел 29 января 2015 года. Картина удостоена крайне высоких оценок мировой кинопрессы и награждена рядом премий, в основном за актёрские работы Стива Карелла и Марка Руффало.

## Сюжет
В 1987 году олимпийский чемпион по борьбе Марк Шульц выступает в начальной школе вместо своего старшего брата Дейва Шульца. Оба являются обладателями олимпийских золотых медалей 1984 года, но Марк чувствует себя пребывающим в тени Дейва. С Марком связывается филантроп и поклонник вольной борьбы Джон Дюпон, который организует перелёт Марка в своё поместье в Пенсильвании, где построил частный тренировочный комплекс по борьбе. Дюпон приглашает Марка присоединиться к своей команде по вольной борьбе «Охотники на лис», за счёт чего спортсмен смог бы оплатить подготовку к чемпионату мира. Марк принимает предложение, а Дюпон убеждает его заручиться поддержкой Дейва. Дейв отказывается от выгодного предложения из-за нежелания расставаться с женой и двумя детьми, поэтому Марк переезжает в Пенсильванию один.
Марк живёт в уютном гостевом доме («Шале»), и ночью его посещает Дюпон. Благодаря тренировкам со своими новыми товарищами по команде и финансовой поддержке, Марк преуспел на чемпионате мира по борьбе 1987 года в Лисоколе, выиграв золотую медаль. Дюпон хвалит его, и после этого между ними складывается дружба. Дюпон знакомит Марка с кокаином, который он начинает регулярно употреблять. Также он признаётся Марку, которого называет настоящим другом, что у него никогда не было друзей, а в детстве его мать Джоан Дюпон платила мальчику, чтобы тот общался с ним. Джон организует и финансирует турнир по борьбе с участием более 50 ветеранов, который выигрывает после того, как его противник получает деньги за поражение в финальном матче. Однако Джоан говорит своему сыну, что считает борьбу «низким видом спорта» и не любит видеть его «низким». Однажды Марк и его товарищи по команде берут выходной после тренировки и смотрят смешанные боевые искусства по телевизору. Возмущенный этим Джон даёт Марку пощечину и ругает его, говоря, что привлечёт Дейва любыми необходимыми средствами, а также требует, чтобы Марк уладил свои разногласия с братом как можно скорее.
Дейв решает переехать со своей семьёй в Пенсильванию, чтобы присоединиться к «Охотникам на лис». Самооценка Марка подорвана Дюпоном, а решение работать и тренироваться в одиночку отталкивает от него Джона и Дейва. Пока команда готовится к отборочным этапам летних Олимпийских игр 1988 года в Сеуле, мать Джона посещает спортзал. Её сын неуклюже демонстрирует ей и другим борцам базовые приёмы, один из которых вызывает отвращение Джоан и её уход.
В Пенсаколе на отборе к Олимпийским играм 1988 года Марк плохо выступает и проигрывает свой первый матч. Возмущённый своей неудачей, он разрушает свою комнату и продолжает переедать, прежде чем Дейв успевает проведать его. Они лихорадочно работают над тем, чтобы Марк смог достичь своей весовой категории. Пока Марк делает упражнения, появляется Джон и пытается поговорить с ним, но Дейв разворачивает его. Марк достаточно хорошо соревнуется, чтобы выиграть свой матч и попасть в олимпийскую команду. Дейв замечает отсутствие Дюпона, который уехал в Пенсильванию после новостей о смерти своей матери. Вернувшись в поместье, Марк говорит Дейву о своём уходе из команды после олимпийских игр, и предлагает ему поступить также. На средства Джона снимается документальный фильм о его подвигах с командой, во время которого Дейва просят похвалить Дюпона как тренера и наставника; он делает это неохотно. Марк проигрывает матчи в Сеуле, после чего покидает команду. Дейв продолжает жить в поместье Джона и тренироваться, в ходе переговоров с Дюпоном о продолжении своего пребывания в команде он требует продолжать оказывать финансовую помощь Марку.
Джон сидит в одиночестве в своём особняке в комнате трофеев и смотрит документальный фильм об «Охотниках на лис», где Марк комплиментарно отзывается о его способностях. Джон вызывает своего телохранителя и едет в дом Дейва, где находит его чинящим автомобиль под работающее радио. Когда Дейв приближается к машине Джона, чтобы поприветствовать его, Джон направляет на него пистолет и спрашивает: «У тебя ко мне претензии?», прежде чем выстрелить в него три раза и уехать. Жена Дейва, Нэнси, бежит к своему мужу, который умирает у неё на руках. Полиция организует засаду в особняке Дюпона и арестовывает его. Фильм заканчивается показом боя Марка в клетке, в то время как крики толпы звенят в его голове.

## В ролях
- Стив Карелл — Джон Дюпон
- Ченнинг Тейтум — Марк Шульц
- Марк Руффало — Дейв Шульц
- Сиенна Миллер — Нэнси Шульц
- Ванесса Редгрейв — Джоан Дюпон
- Энтони Майкл Холл — ассистент Дюпона

## Восприятие
На сайте Rotten Tomatoes фильм имеет рейтинг 87 % на основе 179 рецензий. После показа на Каннском фестивале критики хвалили исполнителей ключевых ролей Карелла, Тейтума и Руффало и высказывались мнения, что они могут претендовать на премию «Оскар».

## Награды
| Награды и номинации            | Награды и номинации                      | Награды и номинации         | Награды и номинации | Награды и номинации |
| Награда                        | Категория                                | Номинант                    | Результат           |                     |
| ------------------------------ | ---------------------------------------- | --------------------------- | ------------------- | ------------------- |
| Каннский кинофестиваль 2014    | «Золотая пальмовая ветвь» (главный приз) |                             | Номинация           |                     |
| Каннский кинофестиваль 2014    | Приз за лучшую режиссёрскую работу       | Беннетт Миллер              | Победа              |                     |
| Голливудский кинофестиваль     | Приз за работу актёрского ансамбля       |                             | Победа              |                     |
| «Готэм»                        | Приз за работу актёрского ансамбля       |                             | Победа              |                     |
| «Золотой глобус»               | «Лучший фильм — драма»                   |                             | Номинация           |                     |
| «Золотой глобус»               | «Лучшая мужская роль — драма»            | Стив Карелл                 | Номинация           |                     |
| «Золотой глобус»               | «Лучшая мужская роль второго плана»      | Марк Руффало                | Номинация           |                     |
| «Спутник»                      | «Лучшая мужская роль»                    | Стив Карелл                 | Номинация           |                     |
| «Спутник»                      | «Лучшая мужская роль второго плана»      | Марк Руффало                | Номинация           |                     |
| Премия Гильдии киноактёров США | «Лучшая мужская роль»                    | Стив Карелл                 | Номинация           |                     |
| Премия Гильдии киноактёров США | «Лучшая мужская роль второго плана»      | Марк Руффало                | Номинация           |                     |
| «Выбор критиков»               | «Лучшая мужская роль второго плана»      | Марк Руффало                | Номинация           |                     |
| «Выбор критиков»               | «Лучший грим и причёски»                 |                             | Номинация           |                     |
| BAFTA                          | «Лучшая мужская роль второго плана»      | Стив Карелл                 | Номинация           |                     |
| BAFTA                          | «Лучшая мужская роль второго плана»      | Марк Руффало                | Номинация           |                     |
| «Оскар»                        | «Лучшая режиссёрская работа»             | Беннетт Миллер              | Номинация           |                     |
| «Оскар»                        | «Лучшая мужская роль»                    | Стив Карелл                 | Номинация           |                     |
| «Оскар»                        | «Лучшая мужская роль второго плана»      | Марк Руффало                | Номинация           |                     |
| «Оскар»                        | «Лучший оригинальный сценарий»           | Э. Макс Фрай, Дэн Футтерман | Номинация           |                     |
| «Оскар»                        | «Лучший грим и причёски»                 | Билл Корсо, Дэннис Лиддьярд | Номинация           |                     |
| «Независимый дух»              | Специальная премия                       |                             | Победа              |                     |
| Премия Гильдии сценаристов США | «Лучший оригинальный сценарий»           | Э. Макс Фрай, Дэн Футтерман | Номинация           |                     |

### Комментарии
1. ↑  В фильме школьный клерк при оплате Шульцу его выступления чеком на 20 долларов указывает дату «14 марта 1987 года», то есть почти через год после того, как с ним впервые связался Джон Дюпон ранней весной 1986 года, и более чем через четыре месяца после того, как он уже переехал в Пенсильванию вскоре после проведения чемпионата мира по борьбе 1986 года в конце октября.[8] В фильме Марк и Дейв тренируются друг против друга в вымышленном «Университете Векслера», где Дейв работает помощником тренера. В то время, когда Дюпон связался с Марком в 1986 году, Дейв фактически был помощником тренера в Стэнфордском университете, где Марк также был помощником тренера, пока его не уволили в 1985 году.[9]
2. ↑  Первый раз Марк Шульц разговаривал с Джоном Дюпоном весной 1986 года не в поместье, как показано в фильме, а по телефону, когда Шульц был в своём тогдашнем доме в Пало-Альто, Калифорния. Целью звонков Дюпона Шульцу той весной и летом было завербовать его для работы помощником тренера в программе борьбы, которую он тогда создавал в соседней Вилланове - университете примерно в пяти милях от его поместья, в котором Дюпон будет главным тренером. Первая личная встреча Марка с Дюпоном состоялась лишь несколько месяцев спустя, когда тогдашний тренер по борьбе в школе Хаверфорда и вскоре ставший главным тренером Виллановы Чак Ярнелл представил его Дюпону в своём отеле в Блумингтоне, Индиана, в конце августа 1986 года, когда Марк участвовал в командном чемпионате мира по борьбе 1986 года в США. Только в середине сентября 1986 года Шульц впервые посетил обширное поместье Дюпона площадью 800 акров, первоначально называвшееся «Ферма Лисетер», но переименованное Дюпоном в «Ферму "Охотник на лис"» после смерти его матери в августе 1988 года, который был расположен в Ньютаун-сквер, западном пригороде Филадельфии в округе Делавэр, штат Пенсильвания.[10] В то время как в фильме показан работающим тренировочный комплекс для борцовской борьбы "Национальный тренировочный центр "Охотник на лис"», он открылся три года спустя в середине 1989 года.[11][12] Помещения для борьбы, которые Дюпон показывал Марку Шульцу во время его первого визита, находились в пристройке Виллановы.[13]
3. ↑  В то время как в фильме Марк живёт в «шале», в конце 1986 года там жил только Дюпон. Вместо этого Марк первоначально жил в нескольких милях от поместья в «квартире с одной спальней в районе для среднего класса, в трёх милях от кампуса университета Вилланова», которую он снимал за свой счёт за 800 долларов в месяц и которую он описал как «жизнь в тесном подсобном помещении». Он жил там, когда Дюпон на Рождество 1987 года уволил его по телефону из программы Вилланова, пока Марк был в Орегоне в командировке (весной 1988 года университет закрыл программу борьбы, менее чем через два года после того, как Дюпон учредил её). В то время Дюпон жил в особняке, и во время подготовки к Олимпийским играм 1988 года Марку предоставили бесплатную «очень маленькую спальню» в одном крыле шале, из которой он «был готов быстро выйти в случае необходимости». Он оставался на ферме «Охотник на лис» примерно два месяца после Олимпийских игр в сентябре, уехав в начале декабря 1988 года сначала в Колорадо-Спрингс, штат Колорадо, а затем, после женитьбы в 1989 году, в Прово, штат Юта.[14]
4. ↑  Хотя Дейв Шульц также присоединился к борцовскому клубу Дюпона после чемпионата мира 1986 года, он не оставил свою постоянную работу помощником тренера в Университете Висконсин-Мэдисон (куда он перешёл из Стэнфорда[15]) ради переезда в особняк в качестве помощника тренера до тех пор, пока компания не открыла там новый тренировочный центр в середине 1989 года. Таким образом, Марк и Дейв Шульцы никогда не жили и не тренировались в поместье в то время, что подразумевается в фильме.[16]
5. ↑  В фильме показано, как Дюпон покидает до их завершения проходившие с 15 по 18 июня 1988 года олимпийские соревнования по борьбе 1988 года, чтобы вернуться в Пенсильванию из-за смерти своей 91-летней матери Джоан. Однако она умерла 9 августа 1988 года.[17]
6. ↑  Текущее соглашение о совместных платежах для Дейва и Марка фактически согласовывалось с Дюпоном Марком Шульцем в 1986 году, а не Дейвом по прибытии в Пенсильванию в 1989 году.[18]
7. ↑  Хотя в фильме об этом ничего не говорится, между прибытием Дейва Шульца в команду (середина 1989 года) и его убийством (26 января 1996 года) прошло шесть с половиной лет.[19][20] Интерес Джона Дюпона к борьбе начал ослабевать в 1995 году, когда он сообщил USA Wrestling о прекращении со следующего года ежегодных взносов, размер которых с 1989 года достигал 400 тыс. долл. После этого Дейв Шульц сообщил Дюпону, что уйдёт из команды после Олимпийских игр 1996 года в Атланте ради должности тренера в Стэнфордском университете. На момент смерти Дейва Марк более шести лет учил борьбе в Университете Бригама Янга в Прово, штат Юта.[21]
8. ↑  После стрельбы в Дейва Дюпон поехал обратно в особняк на своём Lincoln Town Car, где хорошо вооружённый скрывался в одиночестве в стальном бункере без окон на первом этаже, который его мать построила как бомбоубежище, а Джон использовал как свою библиотеку. Через несколько часов после убийства отряд из примерно 75 полицейских из десяти местных департаментов, в том числе группа спецназа из 30 человек, окружили особняк, начав 48-часовую осаду. В пятницу вечером полиция отключила центральное отопление особняка, из-за чего Дюпон покинул его в воскресенье днём около 15:00 с целью пройтись до ближайшей садовой оранжереи и перезапустить котлы, к которым можно получить доступ из расположенного там подземного служебного туннеля (Дюпон не пытался сделать это через туннель, доступный изнутри особняка, как подразумевается в фильме). Когда Дюпон выходил из особняка, он был остановлен и арестован офицерами полиции города Ньютаун, чьё полицейское отделение он активно финансировал и чьим волонтером был с 1970-х годов. Взятый под стражу без единого выстрела Дюпон был обвинён в убийстве первой степени и содержался без залога в тюрьме округа Делавэр.[22][23][24] Хотя во время убийства Шульца и ареста Дюпона в фильме показан сильный снежный покров в доме Дейва и поместье Дюпона, 26–28 января были лишь небольшие остатки снега, а дневные высокие температуры в районе Филадельфии были выше нуля в течение всего января 1996 года.[25]